# Solanderia fusca
Solanderia fusca är en nässeldjursart som först beskrevs av Gray 1868.  Solanderia fusca ingår i släktet Solanderia och familjen Solanderiidae. Inga underarter finns listade i Catalogue of Life.